# جون براندي
جون براندي (بالإنجليزية: John Brandi)‏ هو شاعر أمريكي، ولد في 5 نوفمبر 1943 في لوس أنجلوس في الولايات المتحدة.